# Státní úřad pro jadernou bezpečnost
Die Státní úřad pro jadernou bezpečnost ist eine Atomaufsichtsbehörde in Tschechien. Die tschechische Staatliche Atomaufsichtsbehörde wird mit SÚJB abgekürzt. Daneben wird manchmal auch im Deutschen die englische Bezeichnung State Office for Nuclear Safety verwendet. Die Behörde ist vor allem für die Nuklearsicherheit zuständig, aber auch für die Unterbindung der Verbreitung von Kernwaffen und die Durchsetzung des Verbots biologischer und chemischer Waffen (siehe Übereinkommen über das Verbot chemischer Waffen und Biowaffenkonvention). Das SÚJB ist auch verantwortlich für die Kooperation mit der International Atomic Energy Agency. Daneben gründete die Behörde die beiden Forschungsinstitute Státní ústav radiační ochrany und Státní ústav jaderné, chemické a biologické ochrany. Sitz der Behörde ist Prag, mit Büros in Pilsen, České Budějovice, Ústí nad Labem, Hradec Králové, Brünn, Kamenná und Ostrava. Daneben gibt es noch zwei Inspektionszweigstellen in den Kernkraftwerken Temelín und Dukovany.